# Stane Bizjak
Stane Bizjak, slovenski partizan prvoborec, častnik, gospodarstvenik, družbenopolitični delavec * 22. oktober 1913, Trst, † 22. december 1992, Ljubljana.
Stane Bizjak s partizanskim imenom Kosta Dobravc je bil rezervni podpolkovnik JLA. Bizjak je leta 1941 vstopil v NOB, kjer je med vojno opravljal različne partijske in vojaške dolžnosti. Kot odposlanec se je udeležil Zbora odposlancev slovenskega naroda v Kočevju.
Po osvoboditvi je bil zaposlen v OZNI, kasneje pa je postal direktor v več delovnih organizacijah. Bil je tudi družbenopolitično aktiven in med drugim zasedal mesto sekretarja Republiškega odbora ZZB NOV

## Odlikovanja
- red bratstva in enotnosti I. stopnje
- red za hrabrost
- red dela II. stopnje
- red zaslug za ljudstvo II. stopnje
- red partizanske zvezde III. stopnje
- partizanska spomenica 1941
- zlati križ (Poljska)